# Marek Chludziński
Marek Chludziński (ur. 25 kwietnia 1957 w Warszawie) – polski lekkoatleta, skoczek w dal. 

## Osiągnięcia
Zawodnik klubu KS Warszawianka. Były rekordzista Europy juniorów. Wynik 8,02 m ustanowiony został 26 czerwca 1976 podczas Mistrzostw Polski w Bydgoszczy, dał Chludzińskiemu srebrny medal tej imprezy. Chludziński startował też na mistrzostwach Europy w 1978 w Pradze, ale z wynikiem 7,63 m nie zakwalifikował się do finału.

## Rekordy życiowe
- skok w dal – 8,02 m (26 czerwca 1976, Bydgoszcz)[2]